# Kate Douglass
Kate Douglass (ur. 17 listopada 2001 w Nowym Jorku) – amerykańska pływaczka specjalizująca się w stylu klasycznym i zmiennym, dwukrotna mistrzyni olimpijska (2024) i mistrzyni świata.

## Kariera
W 2021 roku podczas igrzysk olimpijskich w Tokio na dystansie 200 m stylem zmiennym zdobyła brązowy medal, uzyskawszy czas 2:09,04.
Na igrzyskach olimpijskich w Paryżu w 2024 roku zwyciężyła w konkurencji 200 m stylem klasycznym, ustanawiając nowy rekord obu Ameryk (2:19,24). Zdobyła także srebrny medal w sztafecie 4 × 100 m stylem dowolnym kobiet.